# 1865

## Събития
- 1864 – 1866
- 11 април – Конфедерацията обявява своята капитулация, с което се слага край на Американската гражданска война.

## Родени
- ? – Пере Тошев, български революционер
- ? – Тодор Кръстев, български политик
- Анна Кандиларова, българска просветна деятелка
- Дончо Златков, български революционер
- Никола Митрев, български революционер
- Серафим Боянов, български просветен деец
- 6 януари – Никола Жеков, военен деец
- 25 януари – Елизавета Маврикиевна, Велика руска княгиня
- 26 януари – Сабино Арана Гойри, испански и баски писател и политик
- 13 февруари – Тодор Влайков, български писател, общественик и политик
- 18 февруари – ген. л-т Калин Найденов, български военен и държавен деец
- 19 февруари – Свен Хедин, шведски изследовател
- 25 февруари – Андраник Озанян, арменски генерал
- 27 февруари – Жак Мизес, немски шахматист
- 17 март – Габриел Нарутович, първи Президент на Полша
- 15 април – Янаки Паскалев, български революционер
- 18 април – Йохана Лойзингер, графиня Хартенау
- 26 април – Аксели Гален-Калела, финландски художник
- 25 май – Джон Мот, американски теолог
- 3 юни – Джордж V, британски монарх
- 13 юни – Уилям Бътлър Йейтс, ирландски поет и драматург
- 29 юни – Петко Клисуров, български художник
- 24 юли – Стефан Богданов, български военен деец
- 26 юли – Филип Шайдеман, немски политик, канцлер на Ваймарската република
- 15 август – Микао Усуи, основател на Рейки
- 24 август – Фердинанд I, румънски крал
- 27 август – Чарлс Дос, американски политик
- 19 септември – Тодор Митов, български военен деец
- 23 септември – Сюзан Валодон, френска художничка
- 30 септември – Лусиен Леви-Дурмер, френски художник и грънчар
- 11 октомври – Йован Цвиич, сръбски географ и учен
- 24 октомври – Григор Кюркчиев, български военен деец
- 26 октомври – Генко Мархолев, български военен деец
- 31 октомври – Уилфрид Войнич, американски антиквар
- 17 ноември – Луи Айер, български педагог
- 8 декември – Ян Сибелиус, финландски композитор
- 12 декември – Антон Кецкаров, български просветен деец и революционер
- 30 декември – Ръдиард Киплинг, британски поет и писател

## Починали
- ? – Добри Желязков, български предприемач
- Авксентий Велешки, български духовник
- 19 януари – Пиер-Жозеф Прудон, Френски философ – анархист
- 1 март – Анна Павловна, кралица на Нидерландия
- 1 април – Джудита Паста, италианска оперна певица
- 15 април – Ейбрахам Линкълн, президент на САЩ
- 18 септември – Кристиан Юлиус Де Меза, датски генерал
- 1 ноември – Джон Линдли, английски ботаник
- 10 декември – Леополд I, крал на белгийците

Вижте също:
- календара за тази година